# Mattias Tichy
Mattias Tichy, född 12 oktober 1974, är en svensk roddare från Borås. Han belönades 1995 med BT-plaketten. Tichy har flera SM-titlar i bagaget. Han är internationellt meriterad då han tillsammans med Anders Christensson rodde hem en sjätteplacering i dubbelsculler lättvikt under olympiska sommarspelen i Atlanta, USA, 1996. Vid världsmästerskapen på sjön Kaukajärvi i Tammerfors 1995 rodde de hem en silvermedalj i samma båtklass.